# The Barents Observer

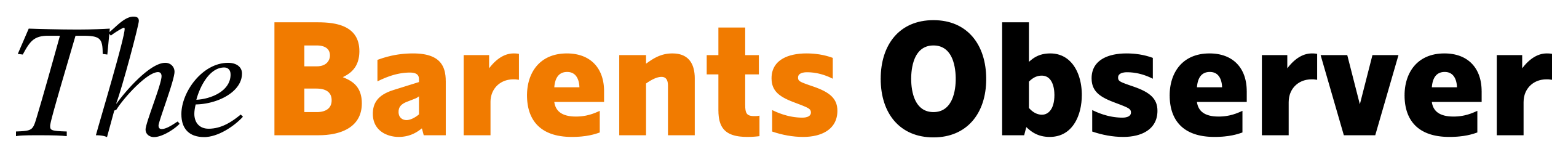
The Barents Observer

The Barents Observer är en nättidning som publicerar nyheter från Barentsregionen och Arktis, på engelska, ryska och kinesiska. Den är baserad i Kirkenes och ägs av journalisterna som skriver för den.
The Barents Observer förmedlar nyheter om industri, samhällsliv, miljö och klimat, säkerhetspolitik, ursprungsfrågor, civilsamhället och media från (norska:) Nordområdene i norra Norge, Sverige, Finland och Ryssland till en internationell publik. Nättidningens intäkter kommer till en stor del från donationer från privatpersoner, företag och stiftelser.
The Barents Observer har sitt ursprung i nättidningen BarentsObserver, som gavs ut av Barentssekretariatet från 2002. Hösten 2015 avslutade tidningens journalister samarbetet med Barentssekretariatet efter att sekretariatets fylkeskommunala ägare nekade BarentsObserver att följa principerna för en fri och oberoende press nedskrivna i Redaktørplakaten. Samtidigt försökte den ryska säkerhetstjänsten FSB påverka norska myndigheter att tysta BarentsObserver. I mars 2022 skrev Vårt Land att flera norska lokalpolitiker i Finnmark försökt sätta press på tidningen för att hindra den från att skriva kritiskt om Vladimir Putins styre i Ryssland.
Tidningen drivs från och med 2022 som en oberoende nättidning av non profit-företaget The Independent Barents Observer AS.
I november 2016 blev redaktören Thomas Nilsen förklarad persona non grata i Ryssland. Nilsen hade förts upp på de ryska myndigheternas sanktionslista, efter att Norge 2014 anslöt sig till EU:s sanktioner mot Ryssland under 2014.
I februari 2019 blockerades Barents Observer i Ryssland av censurmyndigheterna i den statliga medievakthunden Roskomnadzor. Med stöd från norska Medietilsynet har The Barents Observer etablerat ett antal tekniska lösningar som gör det möjligt att kringgå rysk internetcensur.
The Barents Observer bevakade händelser under Rysslands invasion av Ukraina 2022 på ett sätt som inte matchade påståenden från statligt kontrollerade ryska medier. Under samma period hade nättidningen en artikel om en homosexuell person som blivit diskriminerad. Detta ledde till att ryska myndigheter krävde att tidningen skulle ta bort innehåll som bryter mot rysk lag, baserat på påståenden om att nättidningen stödjer "terrorism", försöker "destabilisera Ryssland" och stöder "degenerering och förfall". Man krävde också att om inte stötande innehåll togs bort måste nättidningen stängas. The Barents Observer har inte följt de ryska kraven.
The Barents Observer publicerar innehåll på sin egen hemsida, förutom att publicera på sociala medier som vKontakte, Telegram, Twitter, Facebook och YouTube, samt nyhetsbrev via e-post.